# Deutsche Eishockey-Meisterschaft 1926
Die Deutsche Eishockey-Meisterschaft 1926 war die zehnte Austragung dieser Titelkämpfe. Die Spiele fanden am 28. Februar und 1. März 1926 im Berliner Sportpalast statt. Nach der Neugliederung des Verbandsgebiets in neun Landeseissportverbände (Bayern, Norddeutschland/Brandenburg, Ostdeutschland, Nordwestdeutschland, Südwestdeutschland, Sachsen, Thüringen, Niederschlesien und Oberschlesien) im Vorjahr nahmen erstmals Mannschaften aus Ostpreußen und Sachsen teil.

## Vorrunde
Die Vorjahresfinalisten Berliner Schlittschuhclub und SC Riessersee erhielten Freilose.
| 28. Februar 1926 | Stadtmannschaft Königsberg | 2:0 (2:0, 0:0) | Münchener EV | Berliner Sportpalast, Berlin |

| 28. Februar 1926 | SC Charlottenburg | 5:0 (2:0, 3:0) | Leipziger SC | Berliner Sportpalast, Berlin |

## Halbfinale
| 28. Februar 1926 | Berliner Schlittschuhclub | 13:1 (5:1, 8:0) | Stadtmannschaft Königsberg | Berliner Sportpalast, Berlin |

| 28. Februar 1926 | SC Charlottenburg | 4:1 (2:0, 2:1) | SC Riessersee | Berliner Sportpalast, Berlin |

## Endspiel
| 1. März 1926 20:00 Uhr | Berliner Schlittschuhclub 5. Holsboer 2× Molander Holsboer 3× Molander | 7:0 (5:0, 2:0) | SC Charlottenburg | Berliner Sportpalast, Berlin |

### Meistermannschaft
| Deutscher Meister 1926 Berliner Schlittschuhclub | Hermann Andresen, Erich Hohndorf Max Holsboer, Nils Molander, Walter Sachs, Alfred Steinke, Werner Krüger, Pedro Bayne, Rolf Reschke, Horst Orbanowski, Gustav Jaenecke, Krokowski |